# Многомерна геометрия
Многомерна геометрия е сборно понятие, с което се означават клоновете от геометрията, които се занимават с пространства с повече от три размерности. Терминът се отнася за геометриите, които първоначално са дефинирани за пространства с до три измерения, и които едва по-късно са обобщени за случаите на {\displaystyle n>3}, т.е. за начало евклидова геометрия, а впоследствие и афинна геометрия, геометрия на Лобачевски, Риманова геометрия и т.н. Разделението между тримерната геометрия и геометриите на пространства с повече размерности има по-скоро историческо и дидактическо значение. Много от геометричните задачи могат да се формулират за пространства с произволен брой размерности, но за образователни и практически цели се задават само в двумерното или в тримерното пространства.

## Историческа справка
В исторически план, интересът към пространствата с повече от три измерения се е развил бавно и късно, като едва в края на 19 век понятието {\displaystyle n}-мерно пространство се утвърждава като математически формализъм.
За класическата математика в Древна Гърция числата като количествените измерители са вторични по отношение на геометричните фигури, към които се отнасят. Липсата на достъпно за сетивата четвърто измерение обуславя това, древните гърци никога да не са се занимавали с алгебрични изрази, съдържащи степени, по-високи от три. Изразител на консенсуса от класическата епоха, че няма други измерения, освен трите осезаеми измерения на физическия свят, е Аристотел през 4 век пр.н.е., и цяло хилядолетие по-късно, през 6 век тази представа е затвърдена отново, от Симплиций в неговите „Коментари“. Все пак има известно развитие: през 3 век на основата на геометричното представяне на степените Диофант прави съответствието между втората степен и квадрата, и между третата степен и куба. За по-високите от 3 степени няма реално нагледно представяне и съответно за тях той говори като за квадрато-квадрат (четвърта степен), кубо-квадрат (пета степен) и кубо-куб (шеста степен). Това се счита за ясен знак за обособяването на алгебрата в самостоятелна дисциплина, независима от геометрията.
През късното Средновековие и Ренесанса обаче още властва убеждението, че да се мисли за повече от три измерения е противоестествено. Дори учен като Джон Уолис (1616 – 1703), който е съвременник на Нютон и Лайбниц е казал, че съществуването на по-високо геометрично измерение е „чудовище на природата, по-невероятно и от Химера или Кентавър. [...] Дължината, ширината и дебелината обхващат цялото пространство. Не може въображението ни да си представи как би могло да има четвърто измерение отвъд тези три.“
През 18 век започва да се обсъжда възможността механиката да се представи като геометрия на четири измерения, където за четвърто измерение се приема времето. Жозеф Луи Лагранж публикува тази идея през 1797 година в своята книга „Теория на аналитичните функции“, но тя вече е била изразена и от Жан Даламбер през 1754 година в статията му за понятието измерение, написана за Енциклопедията, която заедно редактират с Дидро.
В началото на 19 век историята на многомерната геометрия става по-трудна за проследяване, поради повишения интерес към изследването както на математическия анализ, така и едновременно с това – на синтетичната геометрия от по-висок ред. Синтетичната геометрия надгражда последователно геометричните познания измерение по измерение, докато математическият анализ се разработва за произволни размерности. За развитието на многомерната геометрия с геометрични средства допринасят Аугуст Мьобиус, Джеймс Силвестър, Уилям Клифърд. С евклидови геометрии на повече от три пространства се занимават Артър Кейли през 1843 година, Херман Грасман пред 1844 г. и Лудвиг Шлефли през 1852 г. Все пак най-забележителни резултати постига Бернхард Риман в своя труд „За хипотезите, които лежат в основите на геометрията“ от 1854 г. (публикуван през 1866 г.), от който води началото си понятието кривина и изследванията на обектите с постоянна кривина. Риман въвежда и идеята за неограничено, но крайно пространство, което навсякъде има постоянна строго положителна кривина, и така развива елиптичната неевклидова геометрия, наречена на негово име. Тя е силно свързана с многомерната геометрия, понеже идеята, че тримерното пространство може да бъде изкривено, предполага то да лежи в система от повече от три, например четири, пространства.
С приноси към областта са още Еми Ньотер през 1870 и Камий Жордан през 1875 година. През 1882 г. Джузепе Веронезе публикува своите мемоари, в които прилага чисто синтетичен подход към изследваните многомерни геометрии. Към края на 19 век, броят на монографиите и статиите, посветени на геометрията на четири и повече пространства, чувствително нараства. В библиография, съставена от новозеландския професор Дънкан Сомървил през 1911 година са изброени 1832 публикации върху {\displaystyle n} размерности, написани на италиански, немски, френски, английски и холандски език. Книгата на Сомървил „Въведение в геометрията на N измерения“ от 1929 г. е и един от най-съществените трудове по многомерна геометрия за първата половина на 20 век. Другите два значими труда от този период са „Четиримерна геометрия“ на Хенри Паркър Манинг и „Правилни политопи“ на Харолд Коксетер.

## Математическа постановка
Най-простата дефиниция за евклидово пространство с произволен брой размерности {\displaystyle \textstyle {n\geq 3}} (включително и безкрайномерното) е такова пространство, в което между подмножествата на правите и равнините съществуват обичайните за тримерното евклидово пространство релации на принадлежност, наредба, конгруентност, и са изпълнени всички традиционни аксиоми, с изключение на следната: Две равнини, които имат обща точка, имат обща права. Ако тази аксиома е изпълнена, то пространството е тримерно, ако не е изпълнена, тоест съществуват две равнини, които имат само една обща точка, то пространството е минимум четиримерно.
Самото понятие „равнина“ в многомерната геометрия се обобщава по следния модел: равнина е такова множество от точки, което заедно с всеки две свои точки, съдържа и правата минаваща през тях. В този смисъл цялото пространство също е и „равнина“. За да се прецизира дефиницията, се добавя и следното условие: Ако дадена равнина е дефинирана върху множество от {\displaystyle m+1} точки, но не и върху някое негово подмножество от {\displaystyle m} или по-малко точки, то равнината се нарича {\displaystyle m}-мерна равнина (или за краткост, m-равнина; среща се и терминът хиперравнина). Така точката се разглежда като 0-равнина, правата като 1-равнина, традиционно равнината си е по дефиниция двумерна, а тримерното пространство се разглежда като 3-равнина. По аналогия, дадено пространство се нарича {\displaystyle n}-мерно, ако то е {\displaystyle n}-равнина. По този начин за определянето на {\displaystyle n}-мерно евклидово пространство, {\displaystyle \textstyle {n\geq 3}}, достатъчно е да се добави аксиомата: пространството съдържа {\displaystyle n}-равнина.
Геометричният подход позволява построяването на естествени обощения на планиметрията и стереометрията (т.е. двумерната и тримерната геометрия) в случаите с произволен брой размерности. Например: права, която е едновременно перпендикулярна на {\displaystyle m} на брой неуспоредни прави в {\displaystyle m}-равнината, е перпендикулярна и на всяка друга права от {\displaystyle m}-равнината. Тази и много други теореми се доказват с индукция по {\displaystyle n}. Аналогично се дефинира {\displaystyle n}-мерният политоп (обобщение на многостена) като крайна затворена област от {\displaystyle E_{n}}, ограничена от краен брой {\displaystyle (n-1)}-политопи. Най-простите примери са за {\displaystyle n}-мерна призма и {\displaystyle n}-мерна пирамида:
- {\displaystyle n}-мерната призма се дефинира като {\displaystyle n}-политоп ограничен от два еднакви и успоредни {\displaystyle (n-1)}-политопа и {\displaystyle (n-1)}-политопите, получени при свързването на съответните двойки върхове на първите два {\displaystyle (n-1)}-политопа с успоредни и равни по дължина отсечки. (Дължината на свързващите отсечки се нарича височина на {\displaystyle n}-призмата.)
- {\displaystyle n}-мерната пирамида се дефинира като {\displaystyle n}-политоп, ограничен от един {\displaystyle (n-1)}-политоп, служещ за основа, и {\displaystyle (n-1)}-политопите, получени при свързването с отсечки на върховете на основата с дадена точка извън нея.

За {\displaystyle n}-политопите се дефинира и понятието {\displaystyle n}-обем (или хиперобем, като 1-обем е дължина на отсечка, 2-обем е лице на повърхнината, 3-обем изчерпва традиционното разбиране за обем на тримерно тяло и т.н.) При {\displaystyle n}-призмата {\displaystyle n}-обемът се изчислява като {\displaystyle V=Sh} където {\displaystyle S} е обемът на {\displaystyle (n-1)}-политопа в основата, а {\displaystyle h} е височината на {\displaystyle n}-призмата. При {\displaystyle n}-пирамидата {\displaystyle n}-обемът се изчислява съответно по формулата {\displaystyle \textstyle {V={\frac {1}{n}}Sh}}.
Освен геометричния подход, за обобщаване на геометрията на две и три измерения към геометрии на повече измерения, се ползва и координатния подход, с въвеждането на координати и задаването на група от техните преобразувания. В случая с многомерната евклидова геометрия това е групата на подобията (ортогонални преобразувания, транслация, умножение на координата с число ≠ 0), а в случая с многомерната афинна геометрия това е групата на всички линейни преобразувания.